# Élections législatives kazakhes de 2023
Les élections législatives kazakhes de 2023 ont lieu le 19 mars 2023 afin de renouveler les membres du Mäjılıs, la chambre basse du Parlement du Kazakhstan.
Le scrutin intervient quatre ans avant la date prévue, dans le contexte de nombreuses révisions constitutionnelles initiées par le président, Kassym-Jomart Tokaïev, à la suite de la révolte populaire ayant secouée le pays en janvier 2022. Le pays reste néanmoins soumis à un régime autoritaire qui réprime le développement d'une réelle opposition.
Malgré un recul, le parti Amanat au pouvoir conserve une large majorité des sièges.

## Contexte

### Législatives de 2021
Les élections législatives de janvier 2021 sont remportées sans surprise par le parti Nour-Otan, l'opposition ayant été empêchée de participer et contrainte au boycott dans le cadre d'une régime autoritaire où seuls les partis favorables au gouvernement sont autorisés à concourir. Il s'agit alors des premières élections législatives organisées sous la présidence de Kassym-Jomart Tokaïev, dauphin du président Noursoultan Nazarbaïev, celui-ci ayant démissionné en 2019 pour lui laisser la place après 29 ans passés à la tête du pays. Nazarbaïev conserve toutefois une influence considérable ainsi que la présidence du parti au pouvoir, le Nour-Otan,.

### Révolte de 2022

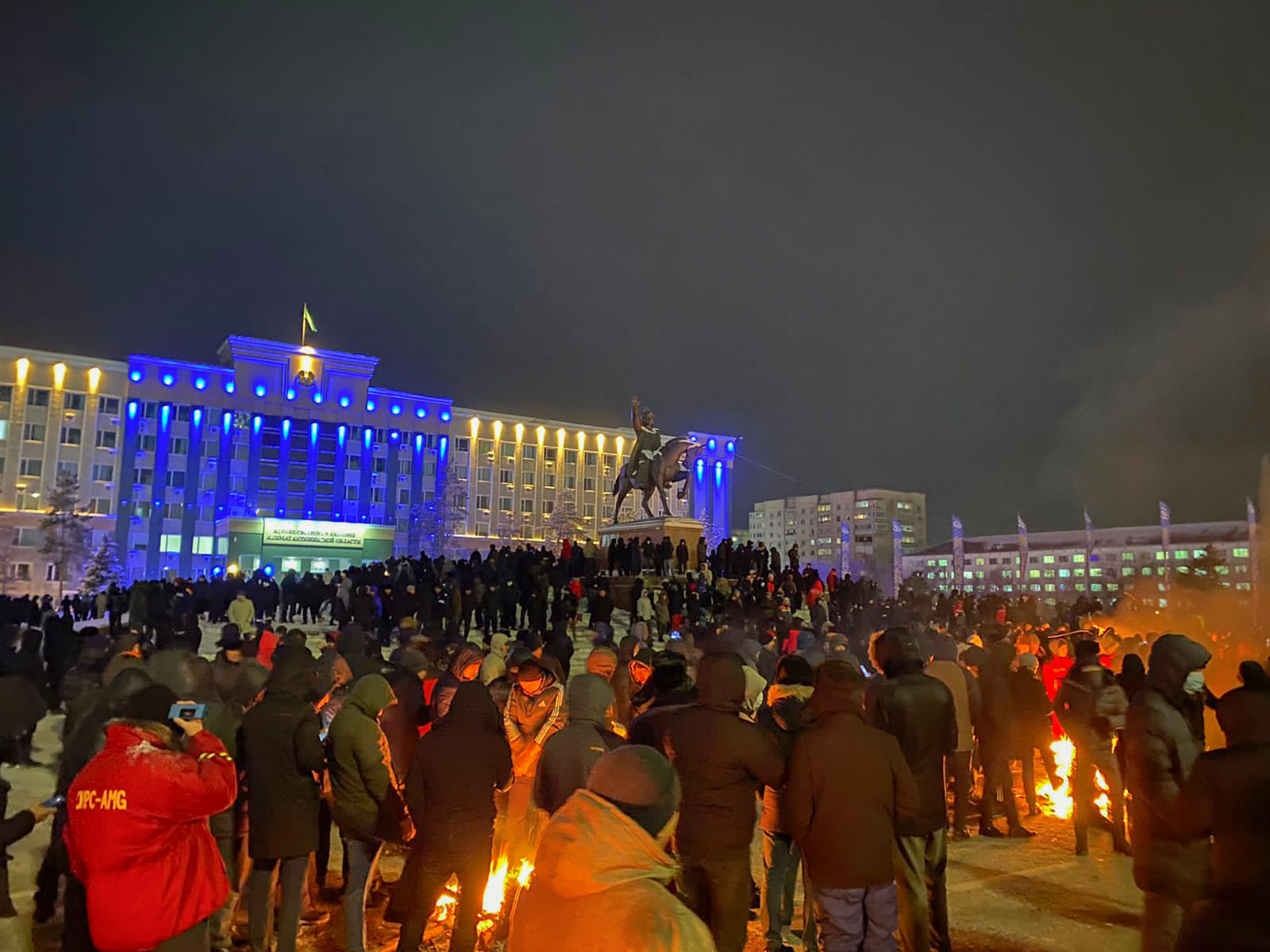
Rassemblement à Aktioubé le 4 janvier 2022.

Le Kazakhstan connait plusieurs jours de révolte populaire du 2 au 11 janvier 2022. Dans un contexte de mécontentement envers le gouvernement de Tokaïev et de très fortes inégalités de revenu, une brusque augmentation du prix du gaz et du carburant provoquée par la fin du contrôle des prix déclenche des manifestations spontanées qui se transforment rapidement en révolte,,.

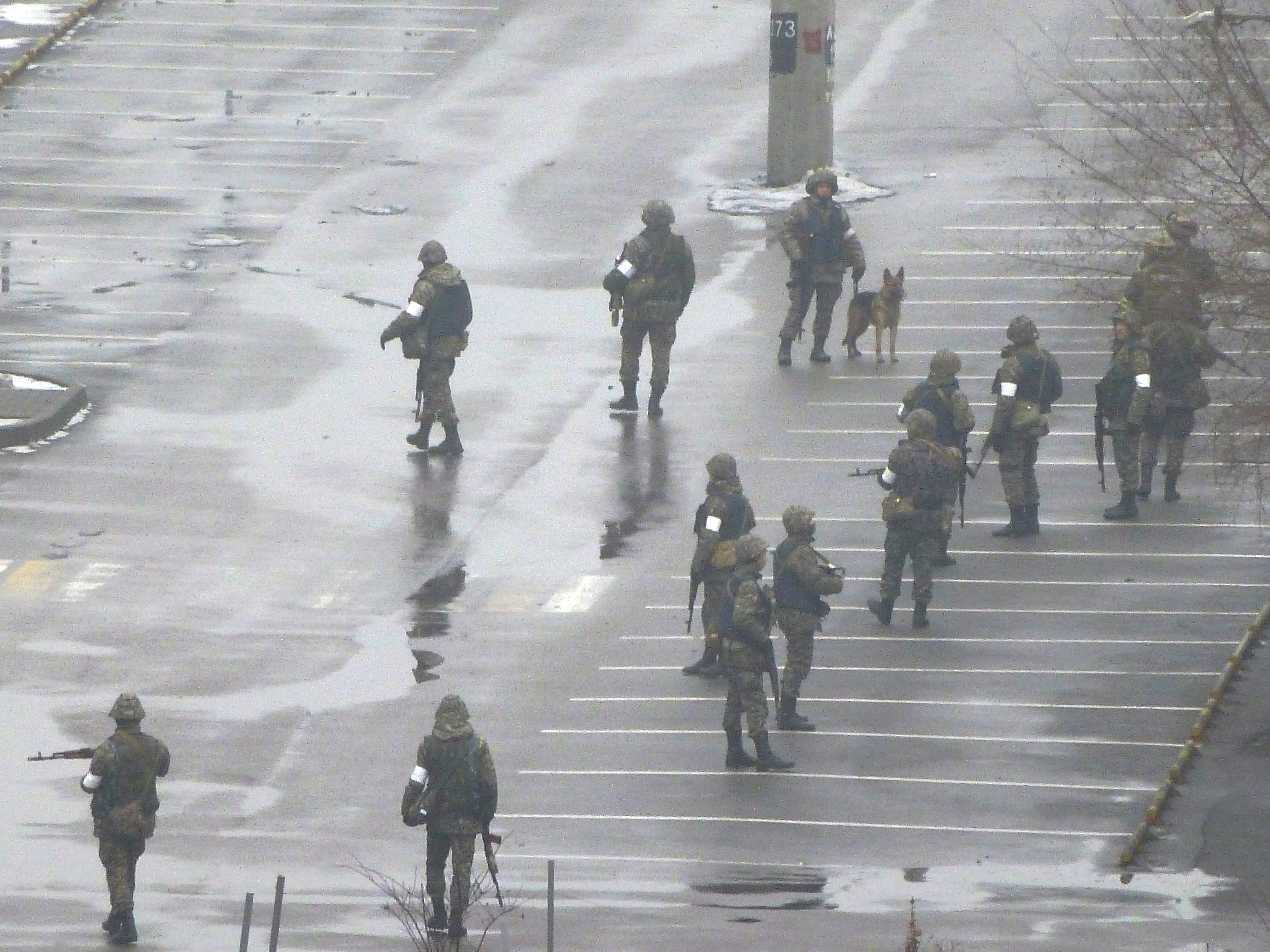
Forces militaires à Almaty le 8 janvier.

L'ampleur des violentes manifestations de janvier 2022 amène Tokaïev à déclarer l'état d'urgence dans plusieurs régions le 5 janvier, suivi de la démission du gouvernement du Premier ministre Askar Mamine, tandis que Noursoultan Nazarbaïev est évincé de la présidence du Conseil de sécurité,. Après avoir rapidement étendu l'état d'urgence à tout le pays, le président kazakh autorise la police et l'armée à tirer à vue sans sommation afin de « détruire » les manifestants qu'il qualifie de « bandits » et de « terroristes », avant de faire appel dans la nuit du 5 janvier à l'Organisation du traité de sécurité collective (OTSC), une organisation politico-militaire dominée par la Russie,,.
En réponse, l'OTSC déploie des troupes de maintien de la paix dans la capitale Nour-Soultan puis dans les principales villes du pays dont notamment l'ancienne capitale Almaty, conduisant à un écrasement de la révolte qui prend fin le 11 janvier suivant,. L'intervention militaire extérieure s'achève avec le retrait des troupes de l'OTSC du 13 au 19 janvier.

### Réformes constitutionnelles

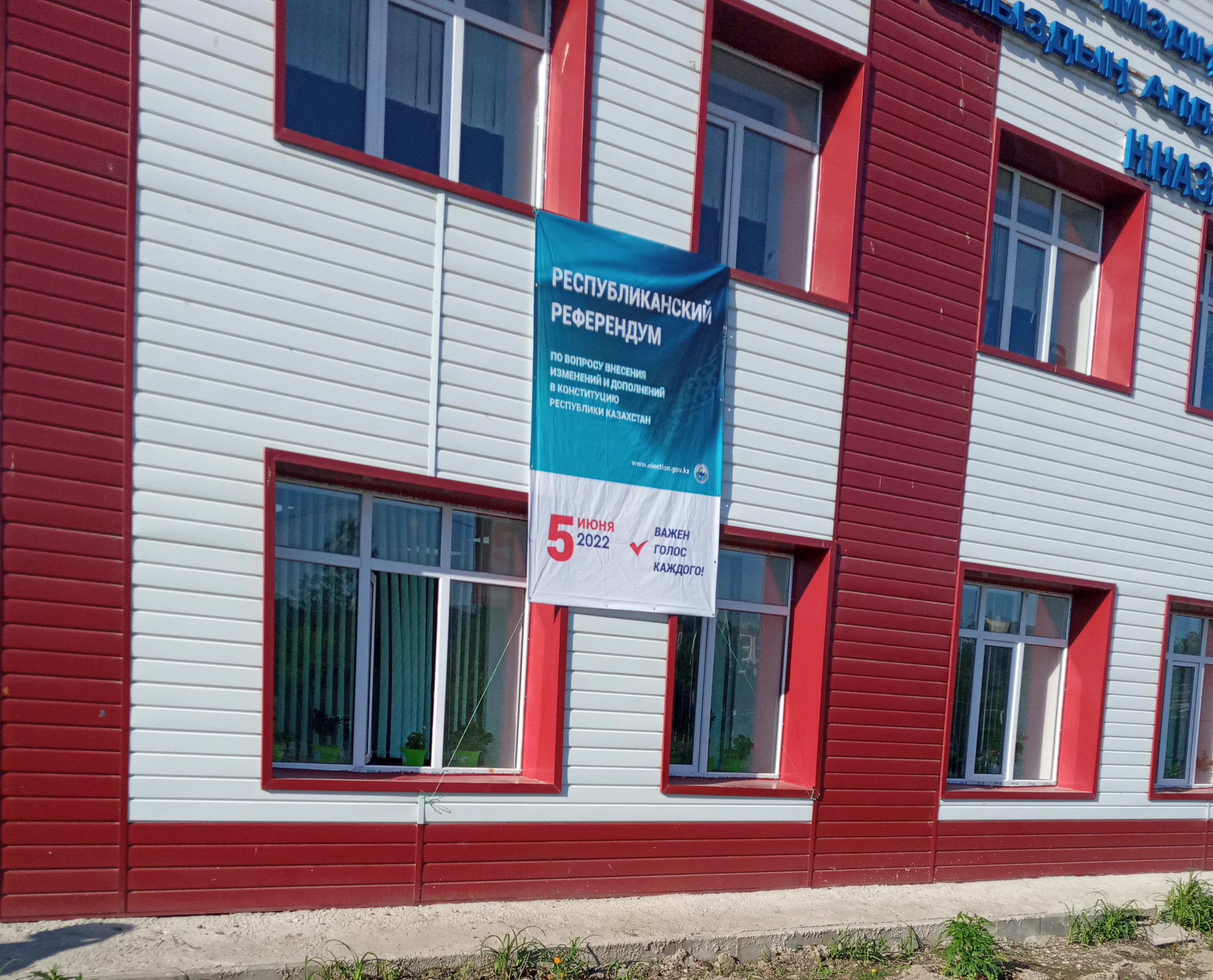
Affiche promouvant le référendum de juin 2022 à Kulan.

Les évènements de janvier, qualifiés par le président Tokaïev de tentative de coup d'État, sont rapidement suivis de nombreuses promesses de changement. Le président kazakh annonce ainsi le rétablissement pour six mois du contrôle des prix, le remplacement d'Askar Mamine par Alikhan Smaïlov et le renvoi du ministre de l'intérieur Murat Bektanov,. Surtout, Tokaïev promet de vastes réformes institutionnelles et économiques, se servant de Noursoultan Nazarbaïev et de ses associés comme de boucs émissaires pour dévier les critiques de la population,.
Tokaïev soumet une révision de plus d'une trentaine d'articles de la constitution de 1995 au vote de la population lors d'un référendum organisé le 5 juin 2022. La révision, adoptée par 77,18 % des votants avec un taux de participation de 68,05 %, porte sur plusieurs domaines dont principalement la réduction des pouvoirs du président de la République. Il ne peut entre autres par conséquent plus annuler les décisions des collectivités territoriales régionales et municipales, ni appartenir à un parti politique, tandis que sa famille proche se voit interdire d'exercer des fonctions politiques.
Le Mäjılıs passe de 107 à 98 sièges, les neuf sièges élus indirectement par l'Assemblée des peuples — un organe constitué de délégués des assemblées régionales du peuple représentants les différents groupes ethniques du pays — étant abrogés. Son mode de scrutin, auparavant entièrement proportionnel plurinominal, devient mixte avec 70 % des sièges pourvus au scrutin proportionnel et 30 % au scrutin majoritaire. La peine de mort est abolie, et un poste de médiateur de la République est créé. Noursoultan Nazarbaïev  se voit quant à lui retirer son titre de Chef de la nation, et donc son immunité judiciaire.
Ayant été approuvée à une très large majorité dans la totalité des régions et villes autonomes du pays avec une participation supérieure au quorum de 50 % des inscrits, la révision constitutionnelle entre en vigueur,. Kassym-Jomart Tokaïev promet alors de poursuivre les réformes démocratiques,.

### Scrutins anticipés

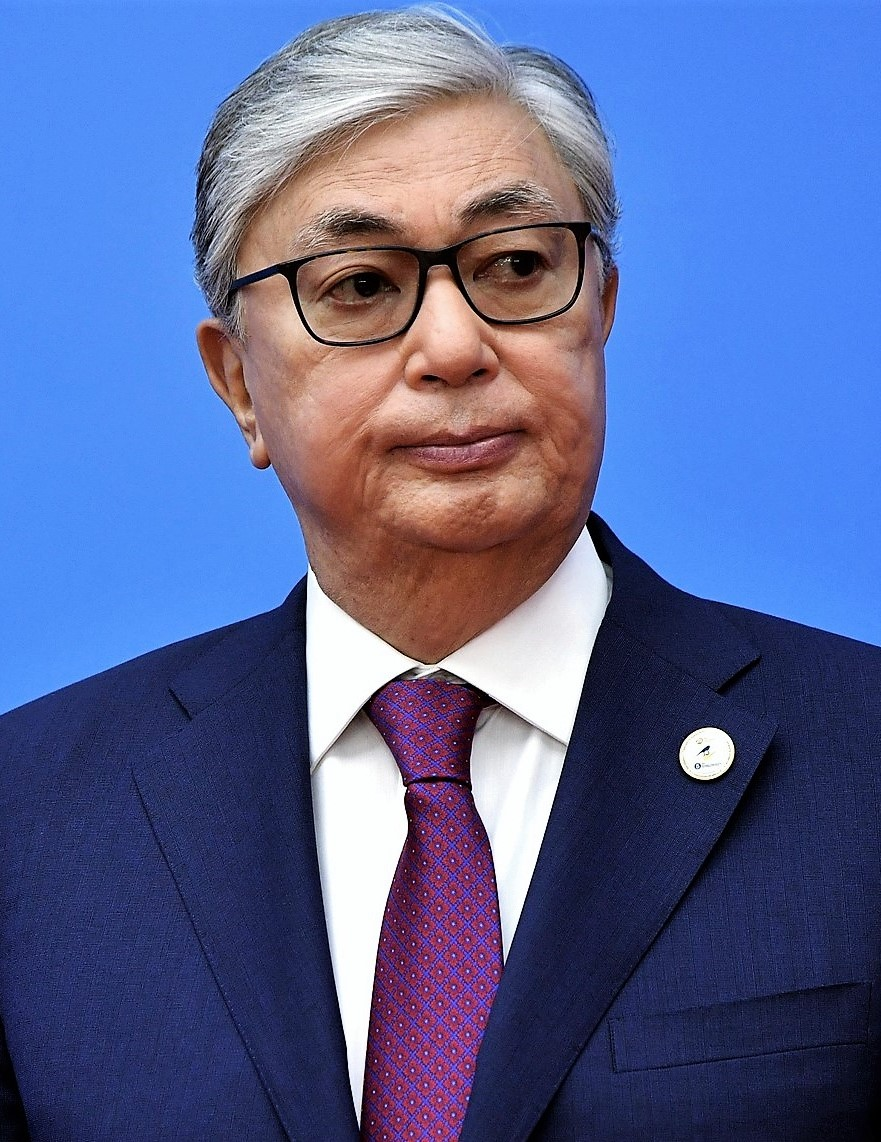
Kassym-Jomart Tokaïev.

Trois mois plus tard, lors de son discours sur l'état de la Nation de septembre, Tokaïev annonce la convocation d'une élection présidentielle anticipée deux ans avant la date prévue, déclarant dans la foulée son intention de se présenter pour un second mandat. L'élection doit être suivie début 2023 d'élection législatives elles aussi anticipées, tandis qu'une amnistie est accordée aux participants de la révolte de janvier. Le chef de l'État fait cependant également part de son projet de modifier après l'élection les limites entourant les mandats présidentiels, afin de les faire passer d'une durée de cinq ans renouvelable une seule fois, à une durée de sept ans non renouvelable. Cette dernière proposition fait l'objet de critiques, le président étant soupçonné de vouloir être réélu pour cinq ans selon les règles en vigueur, puis de pouvoir concourir à une réélection pour sept ans selon de nouvelles règles non rétroactives remettant le compteur des mandats à zéro.
En réponse, Tokaïev transmet le 12 septembre son projet au Conseil constitutionnel en vue de le faire valider avant la présidentielle de 2022. Le Conseil valide le texte le 13 septembre, et celui ci est ratifié par le Parlement puis signé par le président le 17 du même mois. L'élection présidentielle de 2022 doit ainsi donner lieu à un mandat unique de sept ans,,.
Le gouvernement poursuit en parallèle sa politique de prise de distances avec l'héritage de Noursoultan Nazarbaïev, écartant progressivement les membres de l'influent clan de l’ancien président des postes à responsabilités. L'un de ses neveux est ainsi arrêté pour détournements de fonds, tandis que la capitale Noursoultan retrouve en septembre son nom d'Astana et que le parti Nour-Otan change de nom pour devenir Amanat,. Sans surprise, ce dernier propose le 6 octobre la candidature de Kassym-Jomart Tokaïev à la présidentielle, ce dernier restant officiellement indépendant en vertu de la révision de juin 2022. Comme attendu, il est réélu pour un nouveau mandat dès le premier tour. Le choix « Aucun d'entre eux » recueille plus de suffrages qu'aucun autre candidat en lice. Tokaïev prête serment pour un nouveau mandat le 26 novembre 2022 au palais de l'indépendance à Astana.

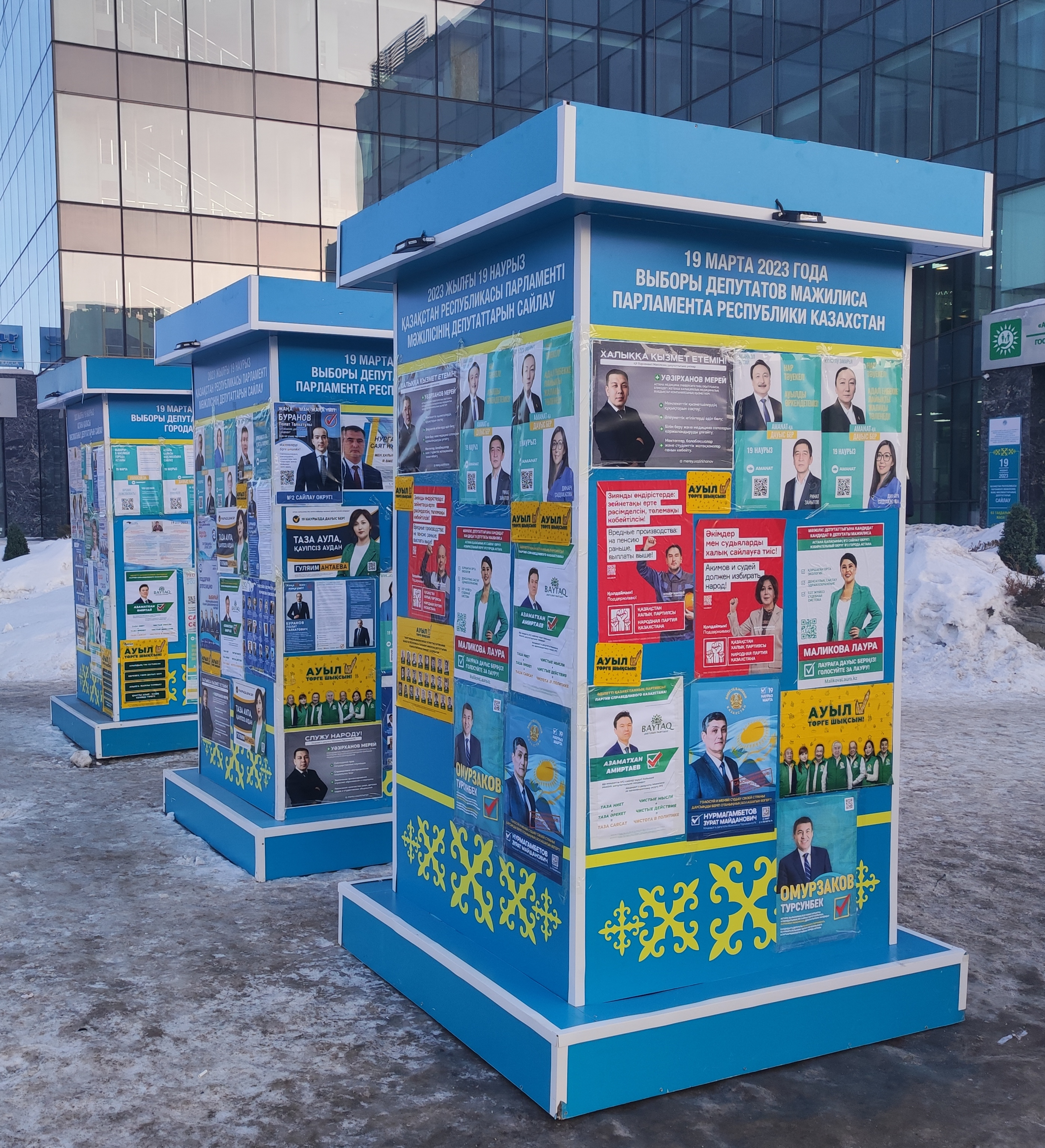
Paneaux électoraux

Le Sénat est renouvelé comme prévu aux élections sénatoriales organisées le 14 janvier 2023, toujours intégralement composés d'élus sans étiquettes. Cinq jours plus tard, Kassym-Jomart Tokaïev dissout le Mäjılıs et convoque des élections législatives, régionales et municipales anticipées, achevant ainsi le renouvellement de l'ensemble des élus sous la nouvelle version de la constitution, dans ce qui est ouvertement mis en avant comme un nouveau départ via une « réinitialisation » des institutions. Le pays reste cependant de facto autoritaire, l'opposition officielle restant réprimée. En l'absence de partis autres que ceux fantoches maintenus par le pouvoir, une victoire du parti présidentiel est jugée acquise,.
Un total de 892 candidats se présentent aux élections, dont 283 au scrutin proportionnel et 609 au scrutin majoritaire. Parmi ces derniers, 519 sont indépendants, le reste provenant des sept partis en lice. Seul le parti Amanat présente autant de candidats que de sièges à pourvoir. La période de campagne électorale officielle s'étend du 18 février au 18 mars.
Tous les partis autorisés sont plus ou moins inféodés au gouvernement, et tandis que les candidats d'opposition indépendants peinent à voir leur candidature validée par les autorités. Ils doivent par ailleurs s'acquitter de frais administratifs de dépôt de candidature équivalents à plus de trois mois du salaire moyen au Kazakhstan.

## Système électoral
Le Mäjılıs est composé de 98 sièges pourvus pour cinq ans selon un mode de scrutin mixte. Sur ce total, 69 sont pourvus au scrutin proportionnel plurinominal avec un seuil électoral de 5 % dans une unique circonscription nationale. Les listes doivent comporter au moins 30 % de femmes, de jeunes ou d'handicapés. Si un seul parti dépasse le seuil électoral, le parti avec le deuxième plus grand nombre de voix reçoit au moins deux sièges,,. Les 29 sièges restants sont pourvus au scrutin uninominal majoritaire à un tour. Chacune des 17 provinces et des trois villes d'envergure nationale — Almaty, Shymkent et la capitale Astana — disposent d'au moins un de ces sièges, ceux restants étant répartis en proportion de leur population,.
Il s'agit des premières élections depuis la révision constitutionnelle de 2022, qui a modifiée le système électoral. Le Majilis était auparavant composé de 107 sièges, neuf d'entre eux pourvus au suffrage indirect par l'Assemblée du peuple, un organe constitué de délégués des assemblées régionales du peuple représentants les différents groupes ethniques du pays, tandis que les 98 sièges restants étaient pourvus au suffrage universel direct, proportionnel plurinominal, avec un seuil électoral de 7 %,.

## Résultats
|                           |                                                       |                 |                 |                 |                 |                  |                  |                  |       |               |
| Partis                    | Partis                                                | Proportionnelle | Proportionnelle | Proportionnelle | Proportionnelle | Circonscriptions | Circonscriptions | Circonscriptions | Total | +/-           |
| Partis                    | Partis                                                | Voix            | %               | +/-             | Sièges          | Voix             | %                | Sièges           | Total | +/-           |
|                           | Amanat                                                | 3 431 510       | 53,90           | 20,76           | 40              | 2 798 486        | 44,27            | 22               | 62    | 14            |
|                           | Parti patriotique démocrate populaire « Auyl » (Auyl) | 693 938         | 10,90           | 5,61            | 8               | 79 045           | 1,25             | 0                | 8     | 8             |
|                           | République                                            | 547 154         | 8,59            | Nv              | 6               | 9 497            | 0,15             | 0                | 6     | 6             |
|                           | Parti de la démocratie « La voie blanche » (Ak Jol)   | 535 139         | 8,41            | 2,54            | 6               | 121 069          | 1,49             | 0                | 6     | 6             |
|                           | Parti populaire (QHP)                                 | 432 920         | 6,80            | 2,30            | 5               | 87 803           | 1,39             | 0                | 5     | 5             |
|                           | Parti national social-démocrate (OSDP)                | 331 058         | 5,20            | Nv              | 4               | 31 702           | 0,50             | 0                | 4     | 4             |
|                           | Parti vert Baitak                                     | 146 431         | 2,30            | Nv              | 0               | 17 166           | 0,27             | 0                | 0     | en stagnation |
|                           | Autres partis (4)                                     |                 |                 |                 |                 | 18 154           | 0,29             | 0                | 0     | en stagnation |
|                           | Indépendants                                          | 2 908 792       | 46,03           | 7               | 7               | 7                |                  |                  |       |               |
|                           | « Aucun d'entre eux »                                 | 248 291         | 3,90            | Nv              | –               | 248 283          | 3,93             | –                | –     | –             |
|                           |                                                       |                 |                 |                 |                 |                  |                  |                  |       |               |
| Suffrages exprimés        | Suffrages exprimés                                    | 6 366 441       | 97,58           |                 |                 | 6 319 997        | 99,06            |                  |       |               |
| Votes blancs et invalides | Votes blancs et invalides                             | 158 046         | 2,42            | 60 227          | 0,94            |                  |                  |                  |       |               |
| Total                     | Total                                                 | 6 524 487       | 100             | –               | 69              | 6 380 224        | 100              | 29               | 98    | 9             |
| Abstentions               | Abstentions                                           | 5 511 091       | 45,79           |                 |                 | 5 643 338        | 46,94            |                  |       |               |
| Inscrits / participation  | Inscrits / participation                              | 12 035 578      | 54,21           | 12 023 562      | 53,06           |                  |                  |                  |       |               |

## Analyse
Le parti Amanat au pouvoir subit un net recul,,. Avec 53,90 % des voix au scrutin proportionnel, il s'agit de son pire résultat depuis les élections de 1999. Le parti obtient malgré tout à lui seul la majorité absolue des suffrages, et une large majorité des sièges. Les candidats d'Amanat remportent notamment 22 des 29 sièges à pourvoir, le reste étant remporté par des candidats indépendants. Le gouvernement peut par ailleurs compter sur le soutien des autres partis, seuls ceux lui étant favorables étant autorisés à concourir,,.